# Александра Ганноверська (1882—1963)
Александра Ганноверська та Кумберлендська (нім. Alexandra von Hannover und Cumberland), повне ім'я Александра Луїза Марія Ольга Єлизавета Тереза Віра Ганноверська та Кумберлендська (нім. Alexandra Louise Marie Olga Elisabeth Therese Vera von Hannover und Cumberland, 29 вересня 1882 — 30 серпня 1963) — остання велика герцогиня Мекленбург-Шверіну, уроджена британська принцеса з Ганноверської династії, донька кронпринца Ганноверу та герцога Кумберленду й Тевіотдейлу Ернста Августа II та данської принцеси Тіри, дружина великого герцога Мекленбург-Шверіну Фрідріха Франца IV.

## Біографія
Александра народилась 29 вересня 1882 року у Гмундені в замку Орт, який належав ерцгерцогу Йоганну Сальватору Австрійському. Була третьою дитиною та другою донькою в родині кронпринца Ганноверу Ернста Августа II та його дружини Тіри Данської. Мала старшого брата Георга Вільгельма та сестру Марію Луїзу. Згодом у неї з'явилися двоє молодших братів та сестра. Їхній дід з материнського боку Крістіан IX в той час був королем Данії.
Мешкала родина на віллі Редтенбахер у Гмундені, куди Ганноверське сімейство переїхало після анексії королівства Пруссією у 1866 році. Також мали квартиру у Відні. Жили на кошти, які король Георг V, дід Александри, встиг у свій час розмістити в банках Англії. Батько, який близько товаришував з імператором Францом Йосифом I, носив титул кронпринца Ганноверу, однак фактично був титулярним королем та мав власний невеликий двір (до 200 осіб).
У 1886 році родина переселилася до новозбудованого Кумберлендського замку. Батько був домосідом, займався вивченням давного мистецтва та полюбляв бавитися з дітьми. Матір, уроджена данська принцеса, зрідка відвідувала сімейні зібрання данської родини у Фреденсборгу в Копенгагені та періодично брала малечу разом із собою. Кілька разів їх у Гмундені навідувала російська імператриця Марія Федорівна, частим гостем був імператор Франц Йосиф I. Загалом мешкало сімейство досить усамітнено. У 1892 році їхнє фінансове становище покращилося, коли Ернст Август отримав відсотки Вельфського фонду, який складався з конфіскованих активів королівства Ганновер.

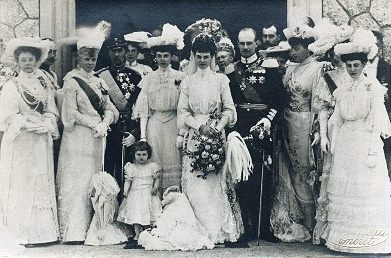
Весілля Александри та Фрідріха Франца

Александра з сестрами мали великий посаг та були відомі як дуже вродливі дівчата. Вона стала першою кандидатурою на шлюб із кронпринцом Німецької імперії Вільгельмом, однак рішуче відмовила юнаку. Зрештою, в 21-річному віці взяла шлюб із 22-річним великим герцогом Мекленбург-Шверінським Фрідріхом Францом IV. Церемонія пройшла 7 червня 1904 року в Гмундені. Оселилась пара у Шверінському замку. Літньою резиденцією був палац Людвігслюст.
Александра виконувала представницькі обов'язки та займалася благодійністю. За п'ять років після весілля завагітніла та у квітні 1910 року народила сина. Всього у подружжя було п'ятеро дітей
У грудні 1912 році у Шверінському палаці сталася пожежа, внаслідок якої було зруйновано близько третини будівлі. Були знищені головні сходи та відомий Золотий зал, втрачені численні витвори мистецтва. Збитки складали 750 000 доларів.

У лютому 1918 року Фрідріх Франц став також регентом Великого герцогства Мекленбург-Штреліцького. Був головою мекленбурзьких герцогств до Листопадової революції.

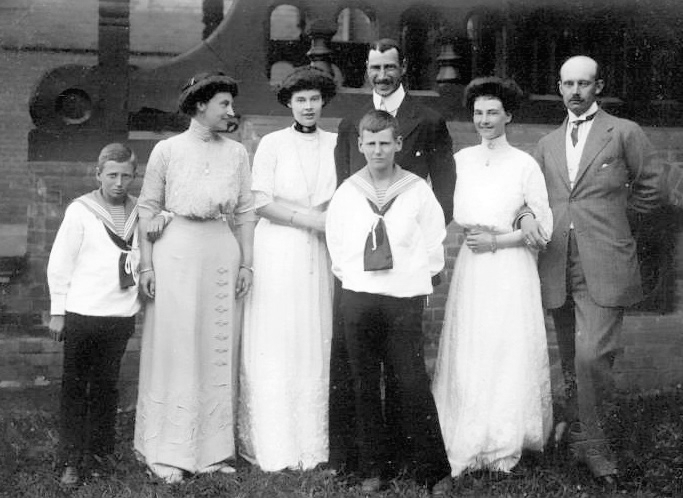
Александра (друга справа) з данською королівською родиною в Гельбензанде

Після повалення монархії родина виїхала до Данії, королем якої був кузен Александри Крістіан X, а королевою-консортом — сестра Фрідріха Франца Александріна. Два роки сімейство провело у їхній літній резиденції Сорґенфрі. Майно великого герцога в Німеччині було націоналізоване. У 1919 році, як компенсацію, їм повернули мисливський будинок Гельбензанде, і родина вернулася до Німеччини. У 1921 році вони перебралися до палацу Людвігслюст, де мешкали майже до закінчення Другої світової війни. Також їм належав Віліградський замок. У вересні 1932 року вони запросили жіночу частину Мекленбурзького автомобільного клубу відвідати Гельбензанде. У гості прибули 28 дам на 12 автівках.
У 1945 році сімейство мало втікати до Фленсбургу від радянської армії. Там у листопаді 1945 року Фрідріх Франц IV помер. Александра надалі мешкала у Глюксбурзькому замку поблизу Фленсбурга. Її другий син, проголошений головою династії, мав намір впорядкувати справи із палацом Людвігслюст, однак потрапив у радянський полон і повернувся додому лише після втручання Конрада Аденауера, в кінці 1953 року.
Померла 30 серпня 1963 року у Глюксбурзькому замку. Похована поруч із чоловіком на Мекленбурзькій стороні Нового цвинтаря Глюксбургу.

## Родина
Чоловік — Фрідріх Франц IV, великий герцог Мекленбург-Шверінський. 
Діти:
- Фрідріх Франц (1910—2001) — унтерштурмфюрер СС, був морганатично одружений із Карін Елізабет фон Шапер, дітей не мав;
- Крістіан Луї (1912—1996) — титулярний великий герцог Мекленбург-Шверіну у 1945—2001 роках, був одружений з принцесою Барбарою Прусською, мав двох доньок;
- Ольга (1916—1917) — прожила півтора місяця;
- Тіра (1919—1981) — одружена не була, дітей не мала;
- Анастасія (1923—1979) — дружина принца Фрідріха Фердинанда Шлезвіг-Гольштейн-Зондербург-Глюксбурзького, мала четверо доньок.